# Benedykt (Papadopoulos)
Benedykt, imię świeckie Wasilios Papadopoulos (ur. 1892, zm. 9 grudnia 1980 w Jerozolimie) – patriarcha jerozolimski w latach 1957–1980.

## Życiorys
Ukończył szkołę duchowną przy Patriarchacie Jerozolimskim i został zatrudniony w jego sekretariacie w 1914. W tym samym roku, 3 grudnia, złożył wieczyste śluby mnisze, przyjmując imię Benedykt. Następnego dnia przyjął święcenia diakońskie. Okres I wojny światowej, do grudnia 1918 spędził w Damaszku razem z patriarchą Damianem i Świętym Synodem Kościoła. W grudniu 1918 patriarcha mianował go swoim osobistym hierodiakonem i sekretarzem. We wrześniu 1921 z polecenia Synodu wyjechał na studia teologiczne, prawnicze i ekonomiczne do Aten, które ukończył w 1925. W lutym 1929 został egzarchą patriarchy Jerozolimy w Atenach. W tym samym roku przyjął święcenia kapłańskie, a następnie otrzymał godność archimandryty.
W 1946 zakończył pełnienie dotychczasowych obowiązków i został wezwany do Jerozolimy w celu objęcia funkcji przewodniczącego komisji ds. nieruchomości kościelnych i ds. ekonomicznych. W 1950 jako przedstawiciel Patriarchatu uczestniczył w posiedzeniu Rady Bezpieczeństwa ONZ dotyczącym przyszłości Jerozolimy. Rok później w bazylice Zmartwychwstania Pańskiego miała miejsce jego chirotonia na biskupa tyberiadzkiego. W tym samym dniu otrzymał godność arcybiskupią.
29 stycznia 1957 został wybrany na patriarchę Jerozolimy po śmierci Tymoteusza i 1 marca tego samego roku intronizowany.
Benedykt I przyczynił się do wydania w 1958 przez króla Jordanii Husajna I rezolucji zobowiązującej rząd Jordanii do obrony Patriarchatu Jerozolimskiego. W czasie sprawowania urzędu patriarchy działał na rzecz ochrony i zagospodarowania świątyń chrześcijańskich w Palestynie, organizacji instytucji społecznych i edukacyjnych. Jako jedyny z patriarchów jerozolimskich rezydował w pałacyku na Górze Oliwnej, nie zaś w tradycyjnej rezydencji. Tam też organizował posiedzenia Świętego Synodu.
Po wojnie sześciodniowej w 1967 patriarcha zmienił trzynaście z siedemnastu prawosławnych klasztorów w Jerozolimie na domy czynszowe dla Palestyńczyków, których domy zostały zniszczone. Przekazał budynek seminarium duchownego na palestyńskie liceum, zaś w skrzydle rezydencji patriarchów urządził ośrodek medyczny.
Był zwolennikiem ekumenizmu. Przyczynił się do organizacji pierwszego spotkania między papieżem Pawłem VI a patriarchą konstantynopolitańskim Atenagorasem I, do jakiego doszło w styczniu 1964, podczas papieskiej pielgrzymki do Ziemi Świętej w siedzibie patriarchów jerozolimskich na Górze Oliwnej. Utrzymywał również szerokie kontakty z innymi autokefalicznymi Kościołami prawosławnymi, zaś jego działalność na arenie międzynarodowej przyczyniły się do podniesienia autorytetu Patriarchatu Jerozolimskiego. Cieszył się również ogromną popularnością wśród wiernych.
Oprócz ojczystego języka greckiego biegle posługiwał się językami angielskim, francuskim i arabskim.